# Dmitrij Siłkin
Dmitrij Aleksiejewicz Siłkin, ros. Дмитрий Алексеевич Силкин (ur. 22 października 1889 r. w Nowoczerkasku, zm. po 1945 r. w ZSRR) – rosyjski wojskowy (pułkownik), emigracyjny działacz wojskowy, dowódca pułku piechoty Kozaków dońskich, 1 kozackiej brygady piechoty i 1 kozackiej dywizji piechoty w ramach Kozackiego Stanu podczas II wojny światowej.
Ukończył szkołę realną w Nowoczerkasku, a w 1912 r. – nowoczerkaską szkołę wojskową. Dostał przydział do 4 pułku kawalerii Kozaków dońskich w stopniu podesauła. Brał udział w I wojnie światowej. W 1918 r. wstąpił do kozackich oddziałów wojsk białych. Od czerwca tego roku dowodził sotnią 2 oficerskiego pułku kawalerii, a następnie pełnił funkcję zastępcy dowódcy pułku. 2 listopada został ciężko ranny. 7 grudnia awansował do stopnia esauła, zaś już 3 dni później – starsziny. W lipcu 1920 r. w stopniu pułkownika objął dowództwo 2 oficerskiego pułku kawalerii, zaś 8 sierpnia tego roku – samodzielnego dywizjonu kawalerii gen. Drozdowskiego. W listopadzie wraz z pozostałymi wojskami białych ewakuował się z Krymu do Gallipoli. Zamieszkał w Bułgarii, a następnie we Francji. Pracował m.in. jako szofer w Paryżu. W 1931 r. powołał w stolicy Francji grupę Drozdowskiego pułku kawalerii. W okresie II wojny światowej podjął współpracę z Niemcami. W maju 1944 r. wstąpił do oddziałów wojskowych Kozackiego Stanu, rozlokowanego w północnych Włoszech. Dowodził kolejno pułkiem piechoty Kozaków dońskich (do czerwca), 1 kozacką brygadą piechoty (do początku 1945 r.), 1 kozacką dywizją piechoty (do końca wojny). Po poddaniu się Brytyjczykom na początku maja został wybrany zastępcą atamana marszowego wojsk kozackich w stopniu generała majora. Został osadzony w obozie w Lienz w Austrii. 29 maja wraz z innymi oficerami kozackimi został w Judenburgu przekazany Sowietom (próbował nieskutecznie popełnić samobójstwo). Po aresztowaniu i przewiezieniu do ZSRR został skazany na uwięzienie w łagrze, gdzie zmarł w niewiadomym roku.